# Frysihjältjärnarna (östra)
Frysihjältjärnarna är en sjö i Ljusdals kommun i Hälsingland och ingår i Ljusnans huvudavrinningsområde.